# Notre univers
Pour plus de détails, voir Fiche technique et Distribution.
Notre univers est un film documentaire d'animation canadien de 1960, coréalisé par Roman Kroitor et Colin Low, qui emmène le spectateur dans un tour de l'espace.
Notre univers a influencé Stanley Kubrick dans sa création de 2001, l'Odyssée de l'espace, y compris le choix du narrateur du film en anglais, Douglas Rain, comme la voix de HAL 9000. Le film a également impressionné la NASA, qui a commandé 300 copies du film,.

## Prix
Le film a été nommé à l'Oscar du meilleur court métrage d'animation à la 33e cérémonie des Oscars et a remporté le prix de jury à Cannes pour son animation. Il a aussi gagné le British Academy Film Award du meilleur film d'animation et film de l'année aux Palmarès du film canadien.

## Fiche technique
- Titre original  : Universe
- Réalisation : Roman Kroitor et Colin Low
- Production : Tom Daly
- Narration : Gilles Pelletier (français), Douglas Rain (anglais)
- Distribution : Donald MacRae (en)
- Musique : Eldon Rathburn (en)
- Société de production : Office national du film du Canada
- Pays d'origine :  Canada
- Format : Noir et blanc
- Durée : 27 minutes